# Ariane Lorent
Ariane Lorent est une actrice et productrice
Elle a été professeur de citoyenneté dans une école à Uccle.

## Filmographie

### Actrice
- 1980 : Mama Dracula : la fiancée
- 1989 : Les cigognes n'en font qu'à leur tête : Joanna
- 1990 : Sixième gauche (série télévisée) : Sophie
- 1997 : Souhaitez-moi bonne chance (téléfilm) : la première téléphoniste

### Productrice
- 2004 : Signe d'appartenance (court-métrage)